# 29895 Sarafaggi
29895 Sarafaggi è un asteroide della fascia principale esterna. Scoperto nel 1999, presenta un'orbita caratterizzata da un semiasse maggiore pari a 3,082178 UA e da un'eccentricità di 0,041771, inclinata di 13,543419° rispetto all'eclittica. Ha un diametro di 18,475 km e un'albedo di 0,042.